# Elijah Wood
Elijah Wood (født 28. januar 1981 i Cedar Rapids, Iowa, USA) er en amerikansk skuespiller. Han begyndte sin karriere allerede som barn og blev verdenskendt med film som Flipper (1996), Forever Young (1992) med Mel Gibson og The Ice Storm (1997) med Kevin Kline, Sigourney Weaver, Tobey Maguire og Christina Ricci.
I 2001 fik han hovedrollen som Frodo Sækker i Peter Jacksons trilogi Ringenes Herre (2001 – 2003) af J.R.R. Tolkien ved siden af berømte skuespillere som Ian McKellen, Hugo Weaving, Viggo Mortensen, Orlando Bloom, Christopher Lee, etc.
Han har lagt stemme til Mumble i animationsfilmen Happy Feet og hovedpersonen Spyro i computerspilserien: The Legend of Spyro. Han er desuden i reality-serien blevet "Punk'd" af værten Ashton Kutcher.

## Filmografi
- The Last Witch Hunter (2015)
- Hobbitten - en uventet rejse (2012)
- Celeste and Jesse Forever (2012)
- Happy Feet 2 (2011, stemme)
- Wilfred (2011, tv-serie)
- The Oxford Murders (2008)
- Happy Feet (2006, stemme)
- Bobby (2006)
- Hooligans (2005)
- Everything is Illuminated (2005)
- Sin City (2005)
- Evigt solskin i et pletfrit sind (2004)
- Ringenes Herre - Kongen vender tilbage (2003)
- Ringenes Herre - De to Tårne (2002)
- Try Seventeen (2002)
- Ringenes Herre - Eventyret om Ringen (2001)
- Deep Impact (1998)
- The Faculty (1998)
- Oliver Twist (1997)
- The Ice Storm (1997)
- Flipper (1996)
- The War (1994)
- Den gode søn (1993)
- The Adventures of Huck Finn (1992)
- Avalon (1990)
- Tilbage til fremtiden II (1989)